# Ґродзень
Ґродзень (пол. Grodzeń, нім. Grotzen) — село в Польщі, у гміні Кікул Ліпновського повіту Куявсько-Поморського воєводства.
Населення — 227 осіб (2011).
У 1975-1998 роках село належало до Влоцлавського воєводства.

## Демографія
Демографічна структура станом на 31 березня 2011 року:
|          | Загалом | Допрацездатний вік | Працездатний вік | Постпрацездатний вік |
| -------- | ------- | ------------------ | ---------------- | -------------------- |
| Чоловіки | 120     | 25                 | 82               | 13                   |
| Жінки    | 107     | 31                 | 51               | 25                   |
| Разом    | 227     | 56                 | 133              | 38                   |